# Wabeno
Wabeno – miasto w Stanach Zjednoczonych, w stanie Wisconsin, w hrabstwie Forest.